# Booking.com
Booking.com — система интернет-бронирования отелей, основанная в 1996 году в Амстердаме (Нидерланды).
В 2005 году система приобретена американской компанией The Priceline Group за $ 133 000 000 (в феврале 2018 года переименована в Booking Holdings NASDAQ: BKNG), фокусирующейся на европейский рынок. Штаб-квартира находится в Амстердаме.

## История
В ноябре 1996 года, через несколько месяцев после окончания университета Твенте, нидерландец основал компанию Bookings.nl, которая стала началом современной компании Booking.com. В 2005 году этот сервис по бронированию жилья выкупила американская компания The Priceline Group за $ 133 000 000, фокусирующейся на европейский рынок.
По состоянию на 3 июля 2013 года на сайте Booking.com путешественникам предлагался выбор более чем из 320 тысяч отелей в 184 странах. Свои версии сайта существовали более чем в 40 государствах, в том числе в России.
26 августа 2021 года Федеральная антимонопольная служба (ФАС России) наложила на Booking.com оборотный штраф 1,3 миллиарда рублей за «злоупотребление доминирующим положением на рынке гостиничных агрегаторов» и нарушения антимонопольного законодательства Российской Федерации.
24 ноября 2021 года Арбитражный суд Москвы отклонил иск Booking.com об отмене штрафа на сумму в 1,3 млрд руб.
В декабре 2021 года Booking отменил запрет для гостиниц снижать цены на других ресурсах, выполнив предписание ФАС.
31 января 2022 года девятый арбитражный апелляционный суд отклонил апелляцию Booking.com на решение Арбитражного суда Москвы оштрафовать сервис бронирования на 1,3 млрд.
В марте 2022 года сервис Booking покинул российский рынок и белорусский рынок в связи с санкциями правительства США в отношении России.

## Критика
На онлайн-сервис Booking.com неоднократно подавались жалобы в различных странах. Так, во Франции сайт обвиняют в ценовом давлении на отели и нарушении антимонопольного законодательства. По сообщению The Daily Telegraph, компания вынуждает гостиничных операторов продвигать наиболее выгодные для туристов предложения. Похожие обвинения были выдвинуты в Германии, Швейцарии, США и Великобритании.

## Награды
- 2012 — лауреат премии 2012 Independent Travel Website Ratings от компании J.D. Power[16][17].